# Condado de Pratt
O Condado de Pratt é um dos 105 condados do estado americano de Kansas. A sede do condado é Pratt, e sua maior cidade é Pratt. O condado possui uma área de 1 906 km² (dos quais 2 km² estão cobertos por água), uma população de 9 647 habitantes, e uma densidade populacional de 5 hab/km² (segundo o censo nacional de 2000). O condado foi fundado em 26 de fevereiro de 1867.